# Литовський етнокосмологічний музей
Литовський етнокосмологічний музей (лит. Lietuvos Etnokosmologijos muziejus) — музей, присвячений історії та перспективам освоєння людиною космосу, фактам усвідомлення законів Всесвіту древньою людиною, взаємозв'язку людства з небом, Сонцем, Місяцем та зірками.

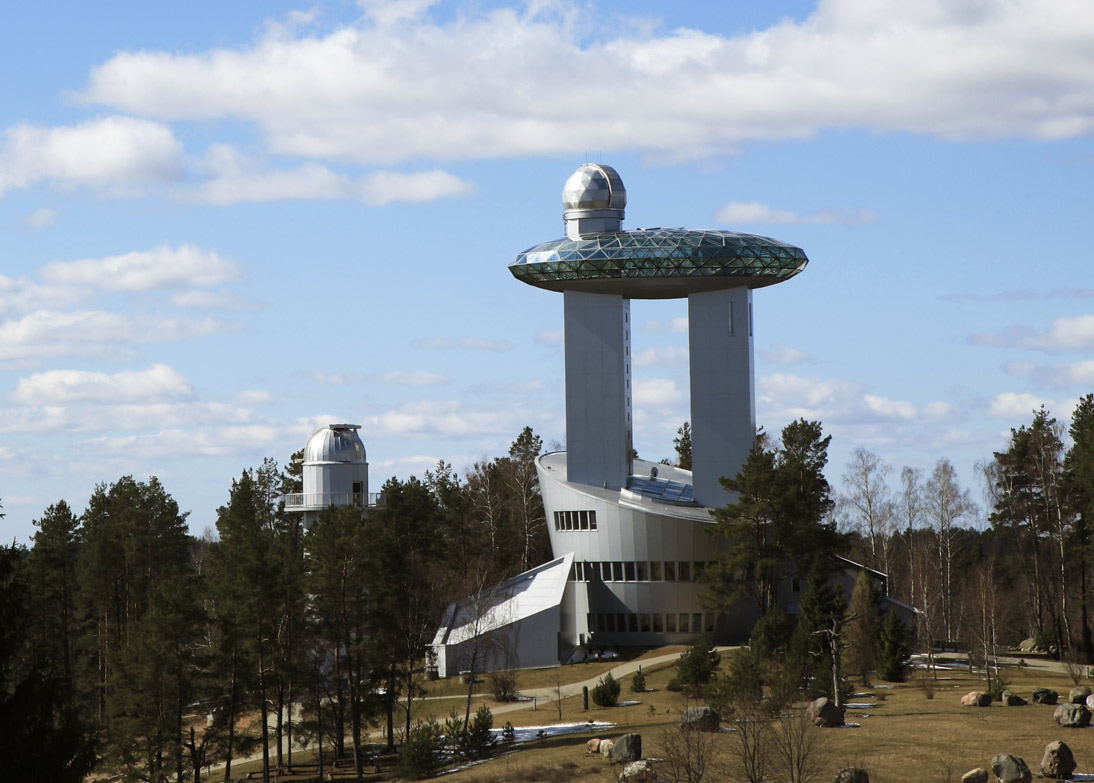
Комплекс будівель музею

## Історія створення музею
Музей був відкритий в 1990 році. Музейні приміщення побудовані в декількох сотнях метрів від Молетської астрономічної обсерваторії.
На честь 125-річчя астрономічної обсерваторії Вільнюського університету (1978) на одному з поверхів вежі телескопа Молетської астрономічної обсерваторії був відкритий музей, фонд якого, крім астрономічних експонатів (телескопів зі старої Вільнюської обсерваторії) також включав перші на той час етнографічні експонати.
Оскільки для реального здійснення задуму щодо створення етнокосмологічного музею були потрібні інші простори, приміщення та спеціальні будівлі, на окремому пагорбі, розташованому в декількох сотнях метрів від головної обсерваторії, був споруджений так званий «астрономічний павільйон спеціального призначення» (1989). Разом з будівлями музею народилися концепція і поняття «етнокосмологія» — створена литовським народом модель Космічного світу, система комунікації з ним і поваги до нього. Постановою Президії Академії наук Литви від 15 березня 1990 року було засновано Етнокосмологічний музей.
У будівлі обсерваторії музею було проведено монтаж купола і введений в дію телескоп (1997).
Після передачі на баланс музею землі і будівель (2003) було розпочато втілення в життя архітектурної ідеї та проекту музею. Розпочалися будівельні роботи. Реконструкція будівель музею тривала два роки (2007—2008). В обсерваторії музею був встановлений другий телескоп діаметром 80 см (2008).

## Експозиція музею
В архітектурі комплексу будівель музею висвітлено образ космічного світового древа. У коренях дерева — в підземній галереї — розміщується експозиція, а на вершині пагорба — телескоп, який вінчає вежу-дерево, спрямовану в небо.
Експозиції музею включають практично все, що пов'язано з космологією: від древніх метеорологічних інструментів, астрономічних та астрологічних календарів до музичних творів і творів образотворчого мистецтва, пов'язаних з космологією.
Екскурсії починаються з огляду підземних приміщень, де розміщена основна експозиція, і закінчуються на оглядовому майданчику вежі, де з 45-метрової висоти відкривається вид на масштабні інсталяції на території музею, а також пейзажі озерного краю.

### Галереї фотографій музею

Фотографії будівель музею та інсталяцій на території музею
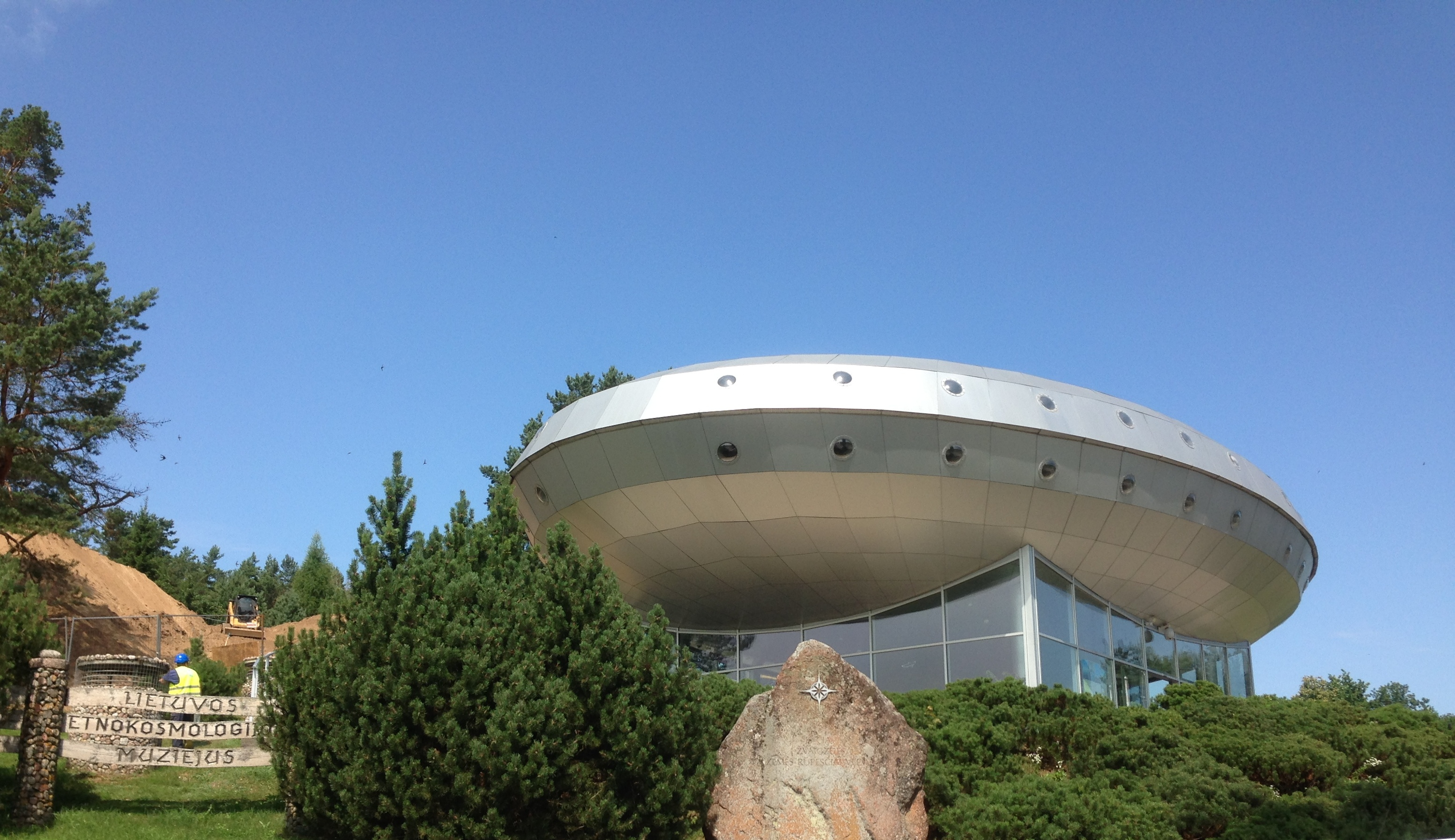
Будівля музею (вхід в музей)
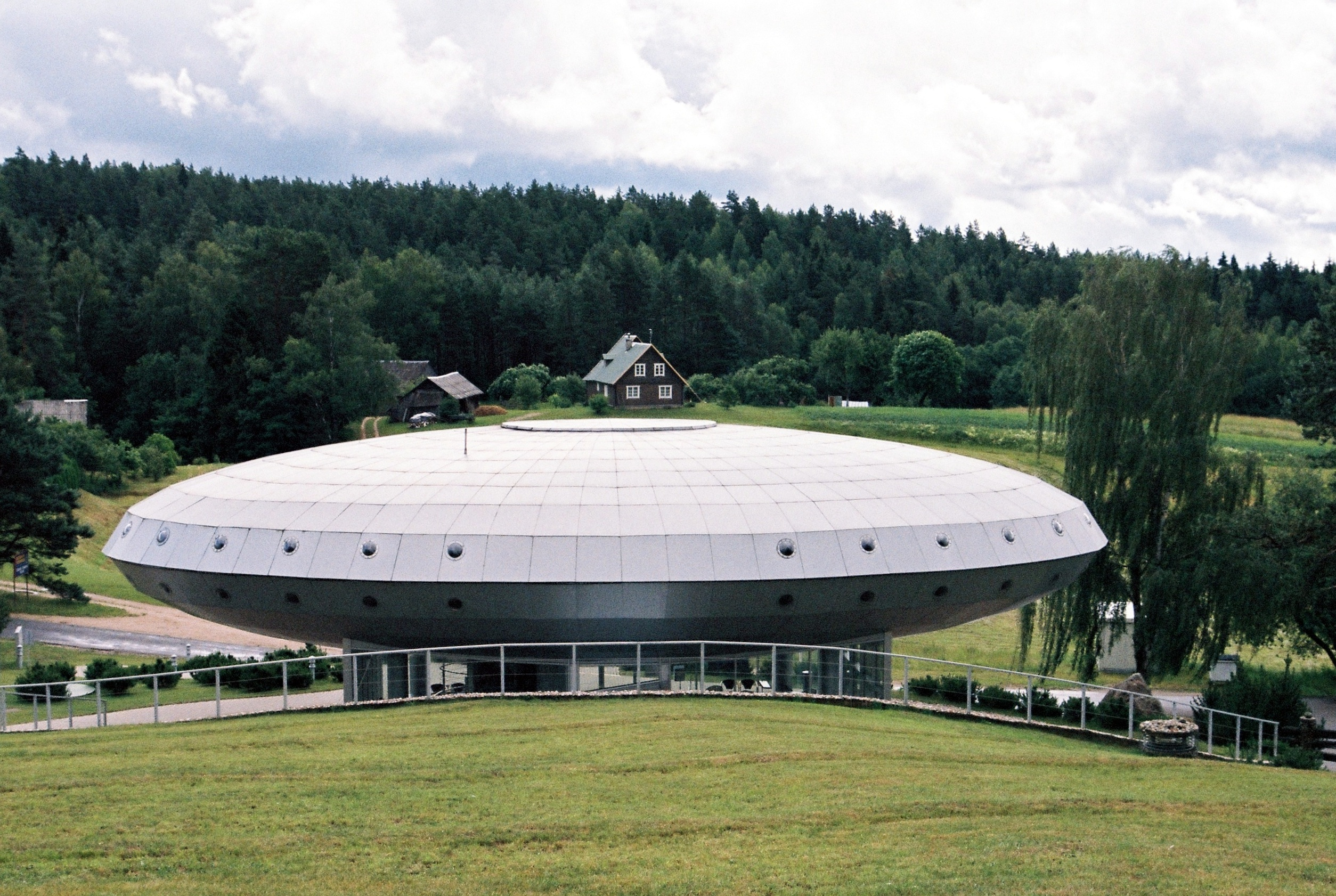
Нижнее здание музея
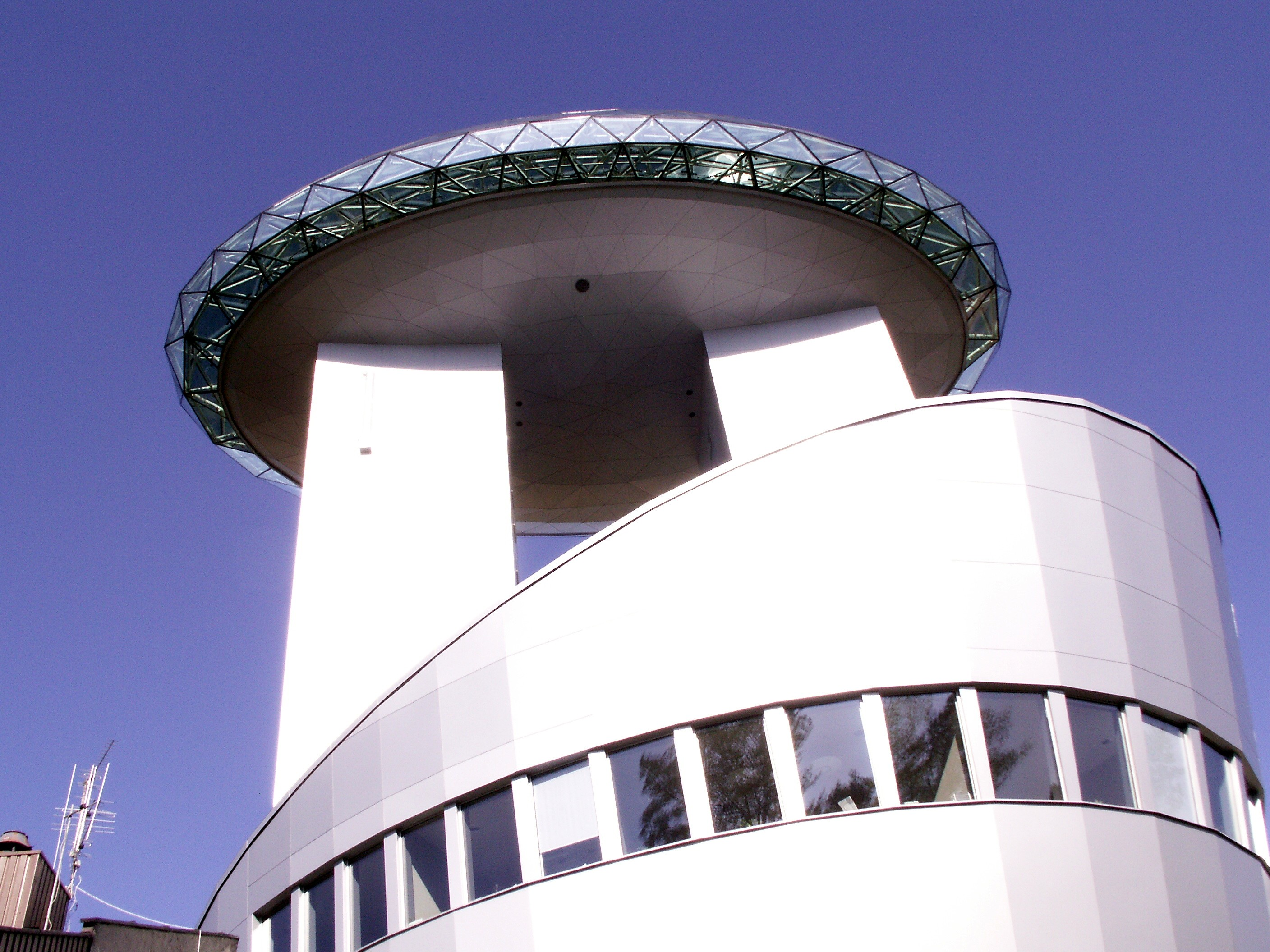
Башня музея со смотровой площадкой
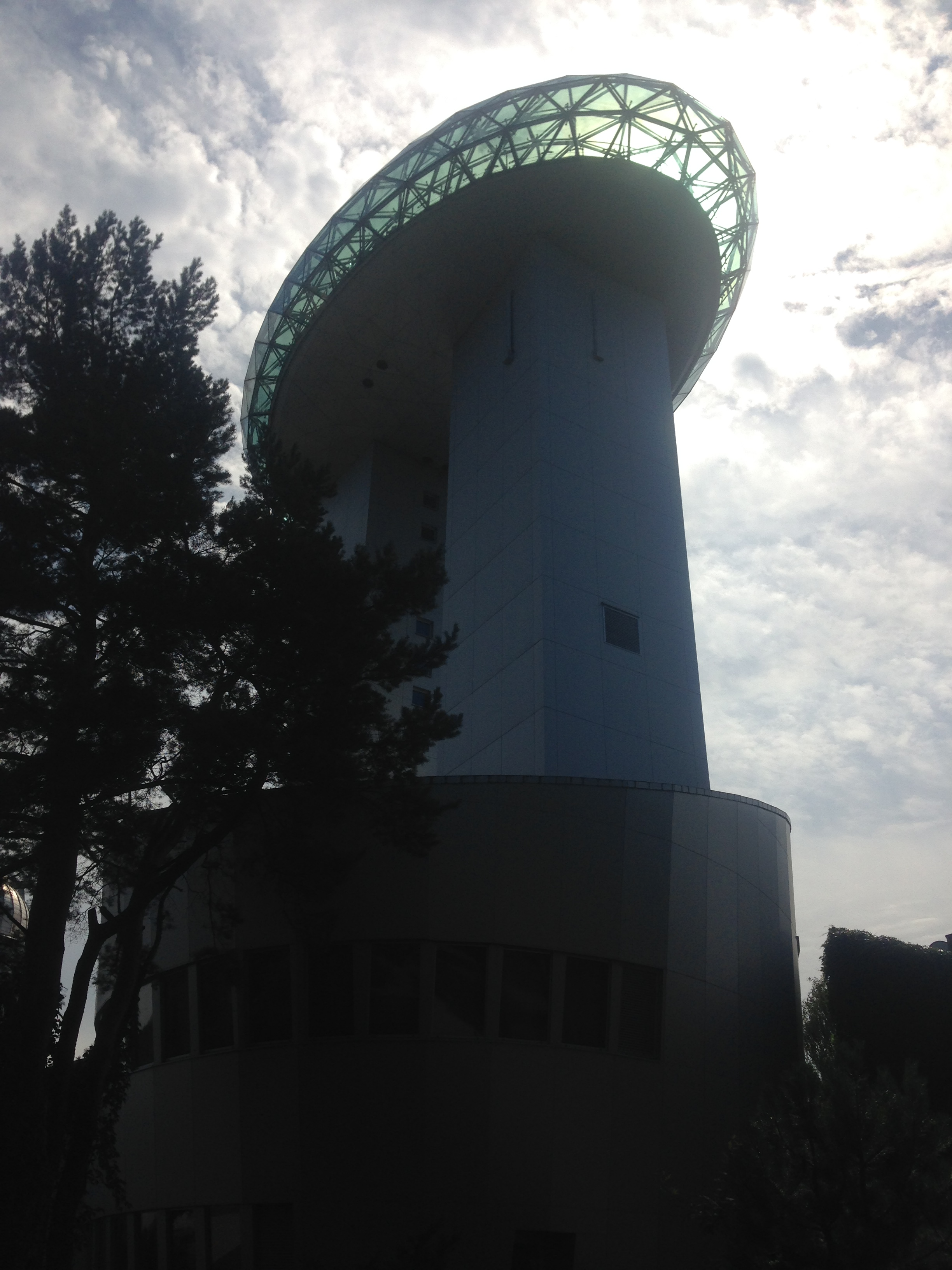
Главная башня музея
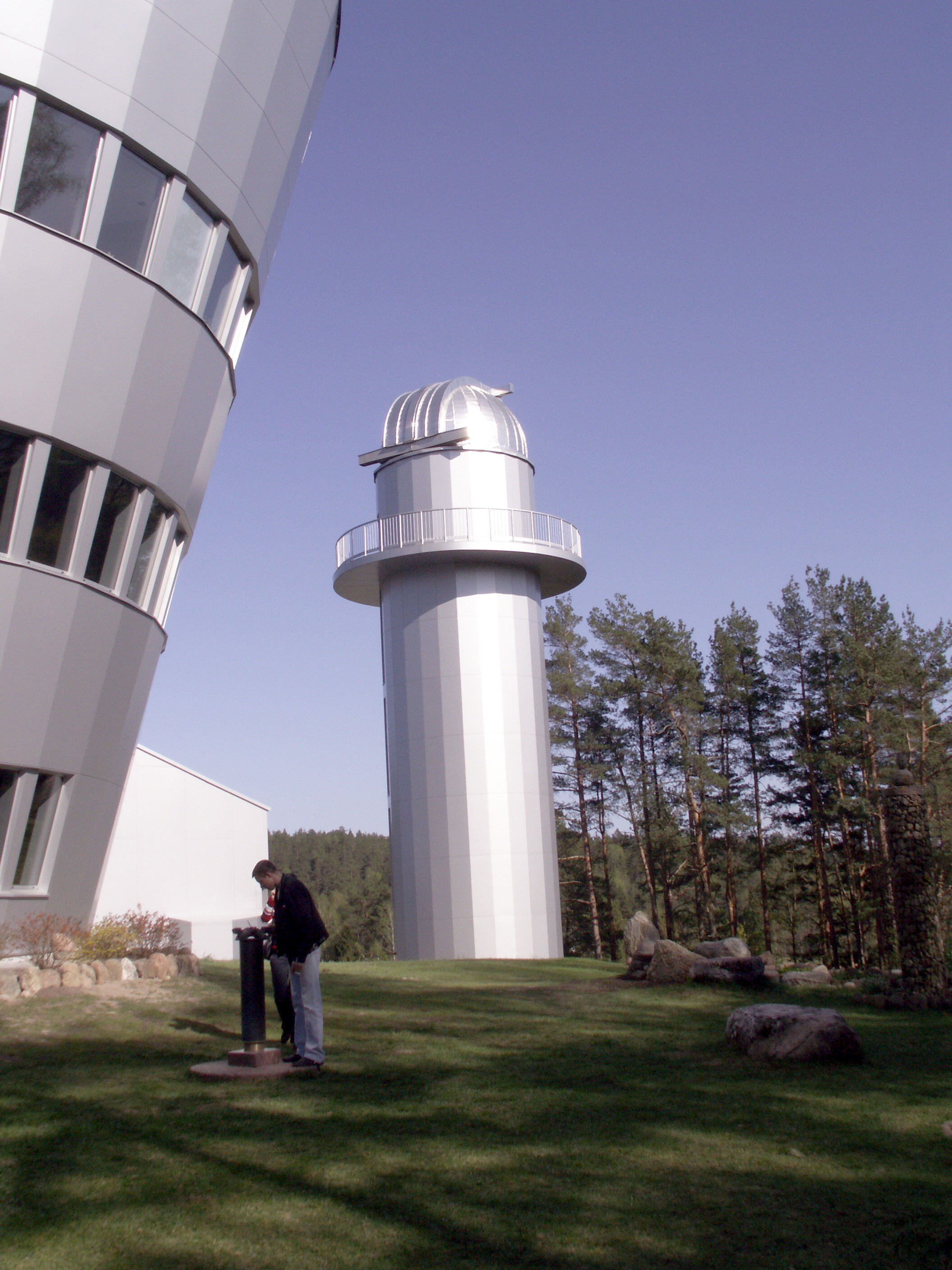
Здание обсерватории музея
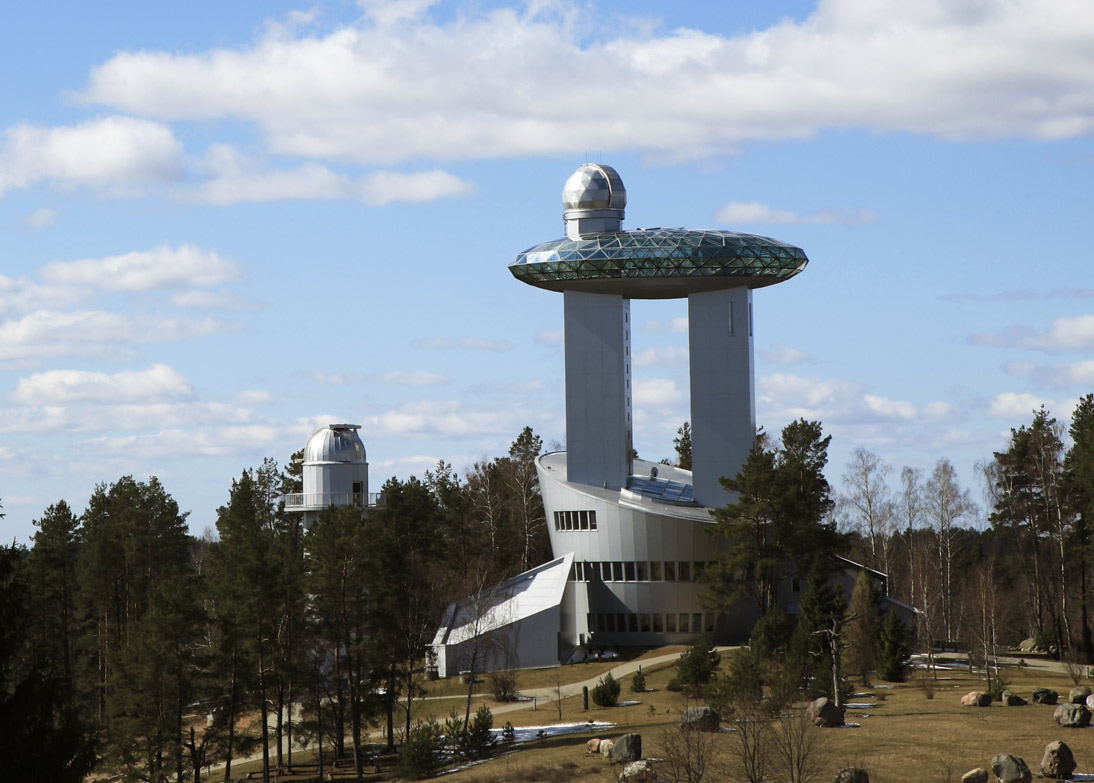
Комплекс зданий музея
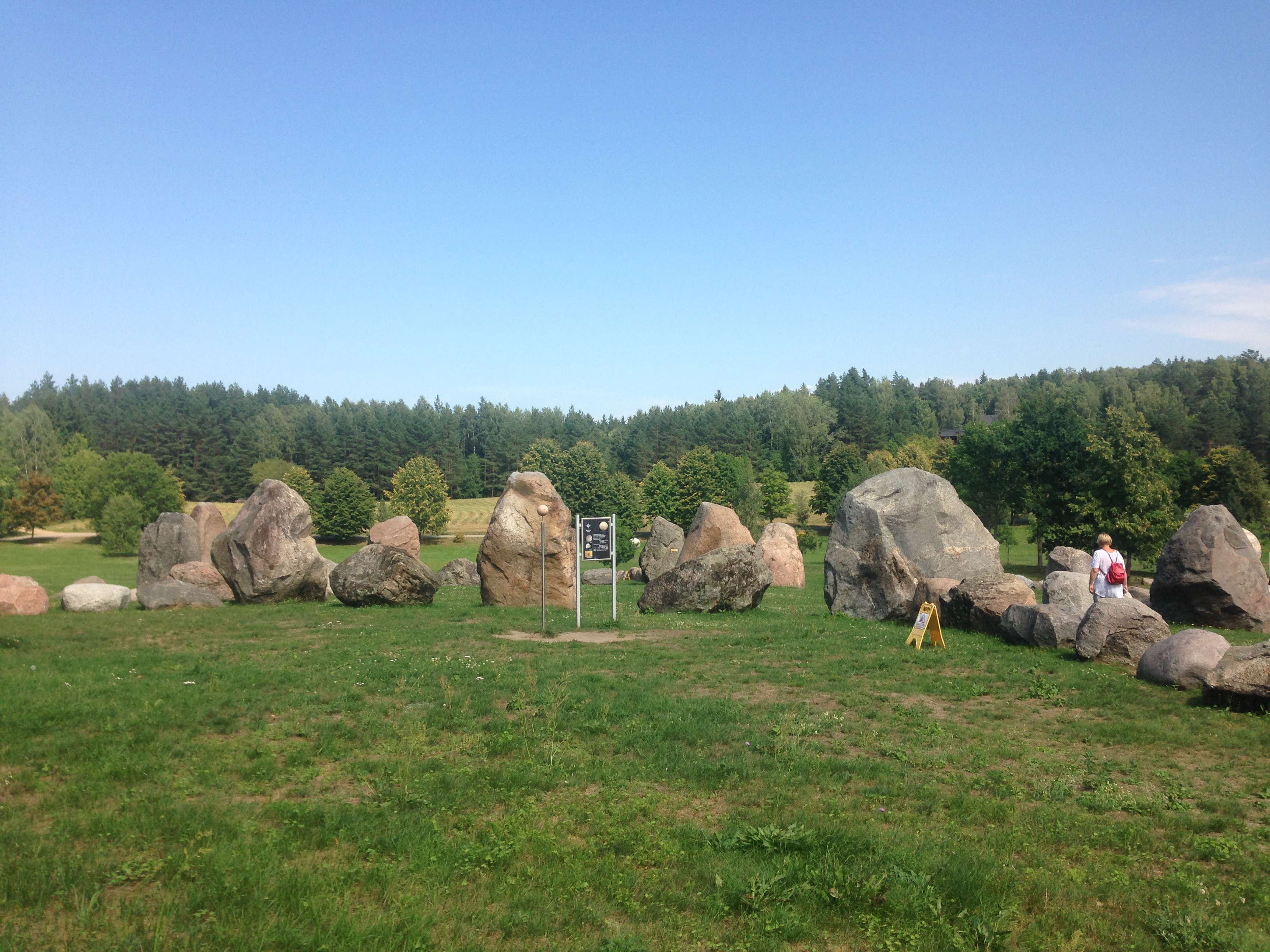
Модель Солнечной системы (инсталляция из камней)
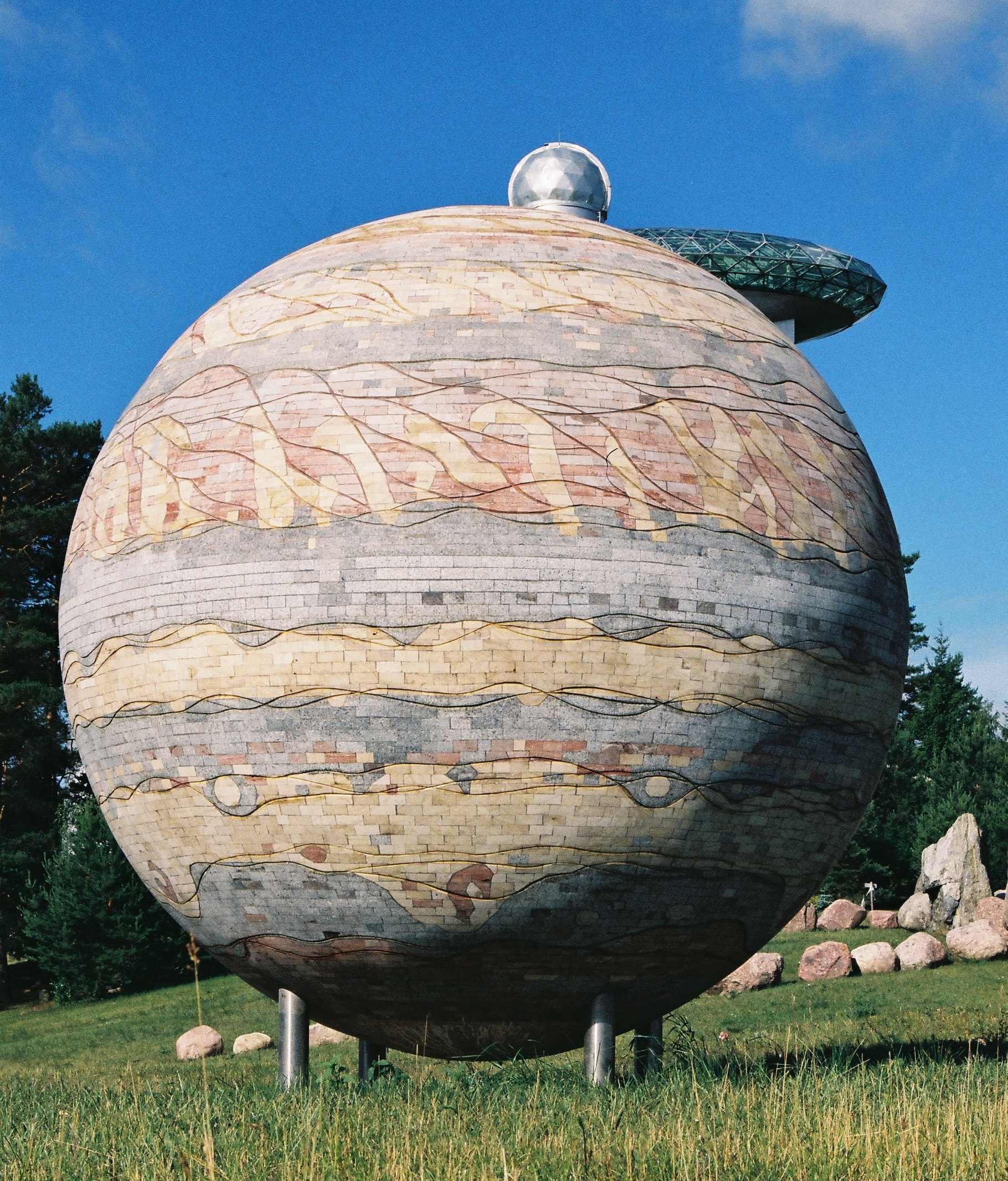
Макет Юпитера (элемент модели Солнечной системы)
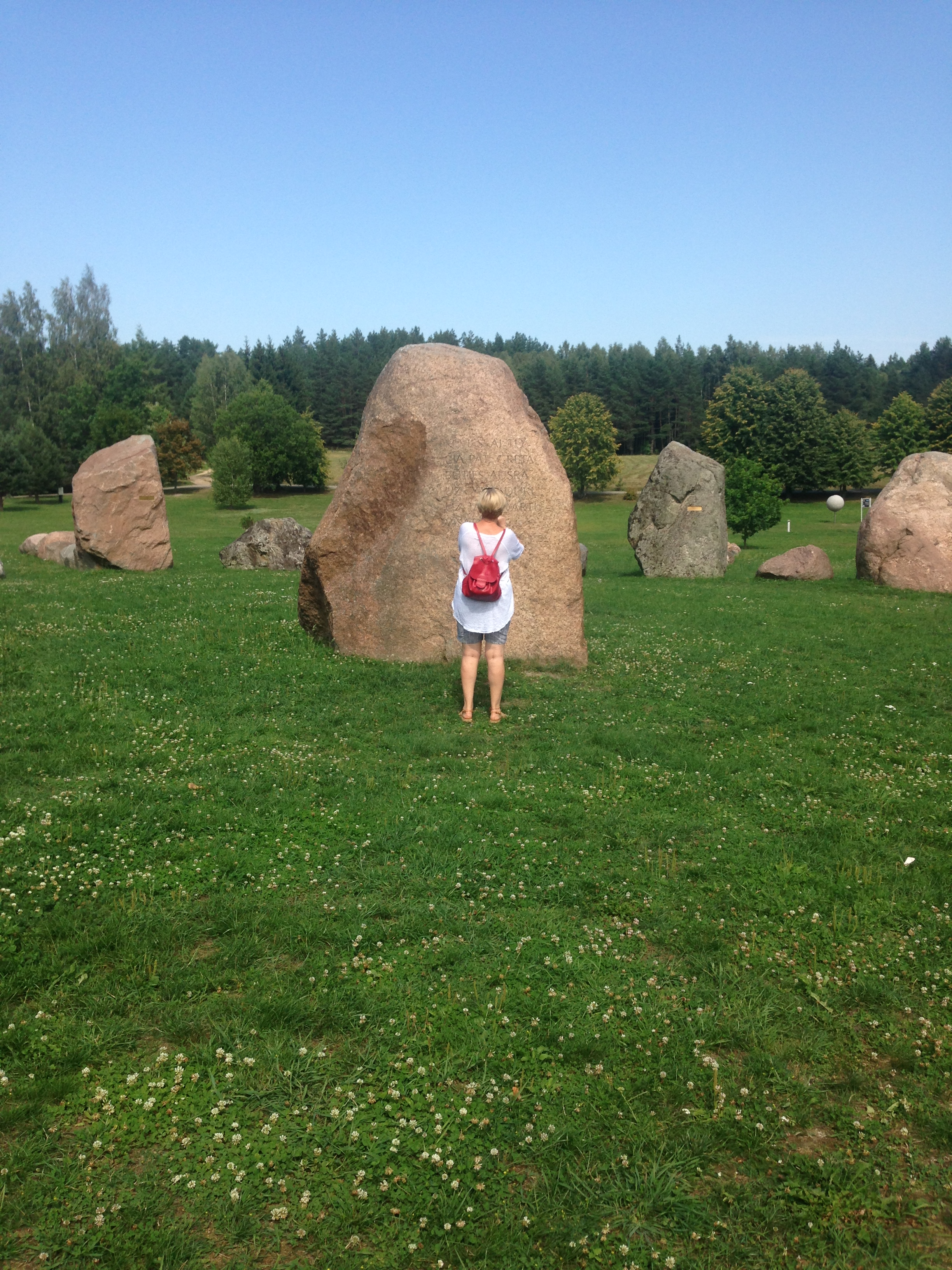
Центральный камень модели Солнечной системы
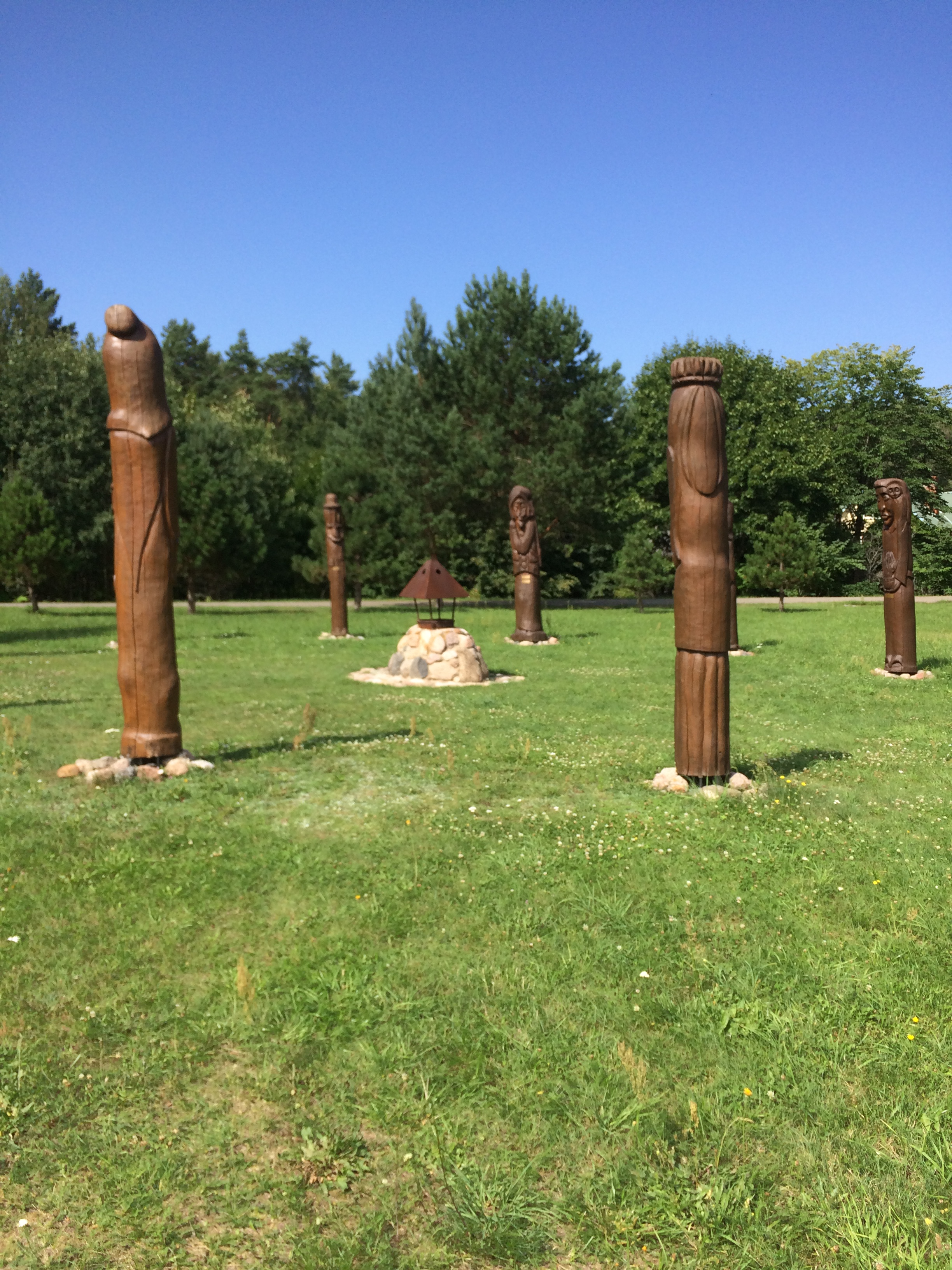
Инсталляция 12 месяцев
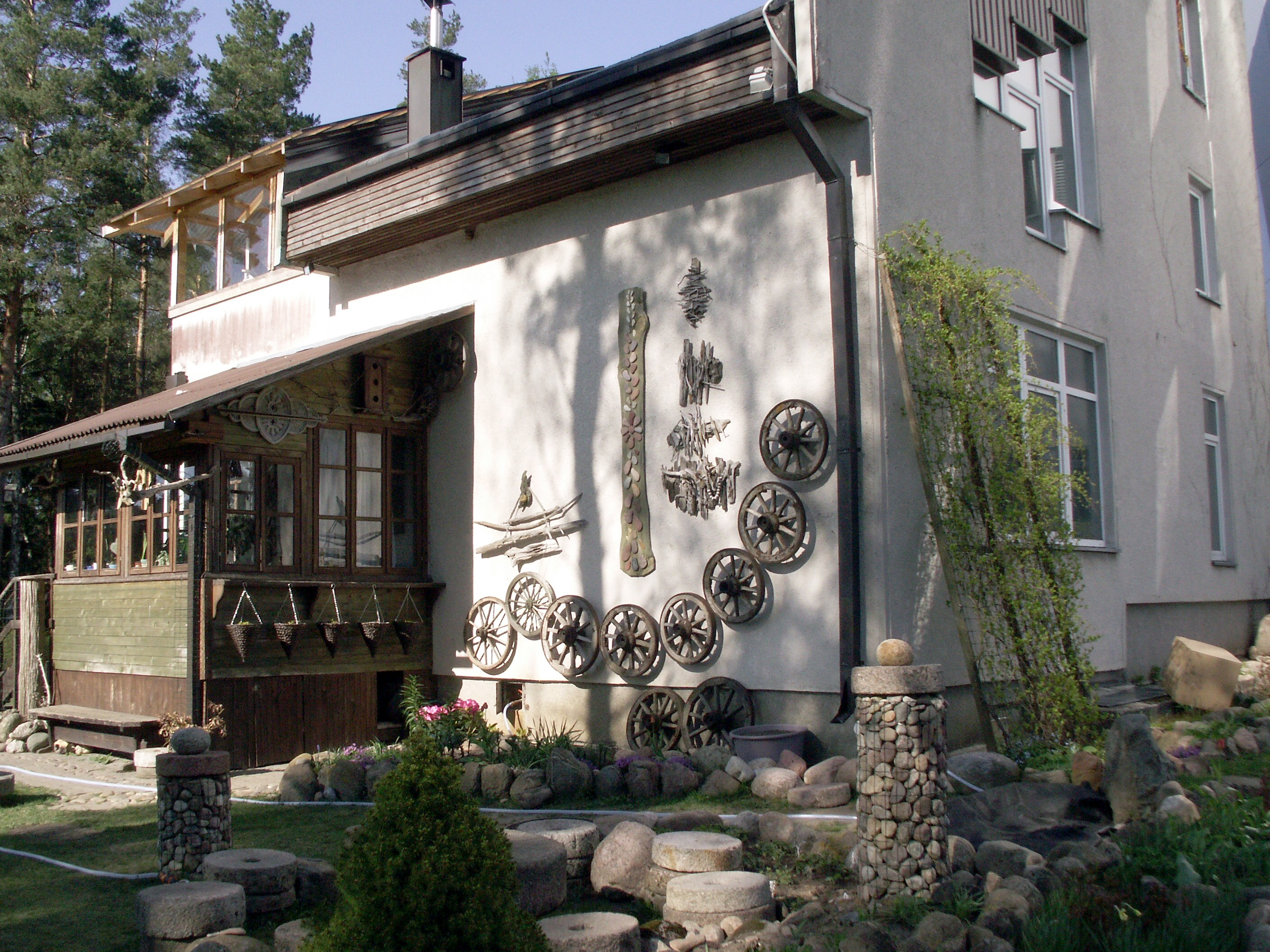
Этнографическая экспозиция на территории музея
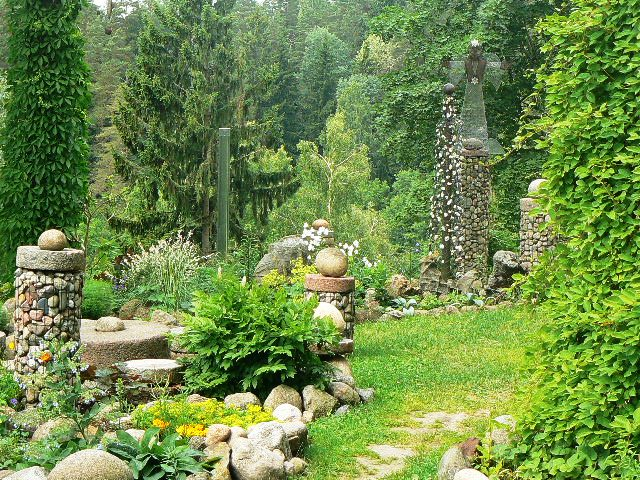
Нижня будівля музею

Фотографії експозиції музею
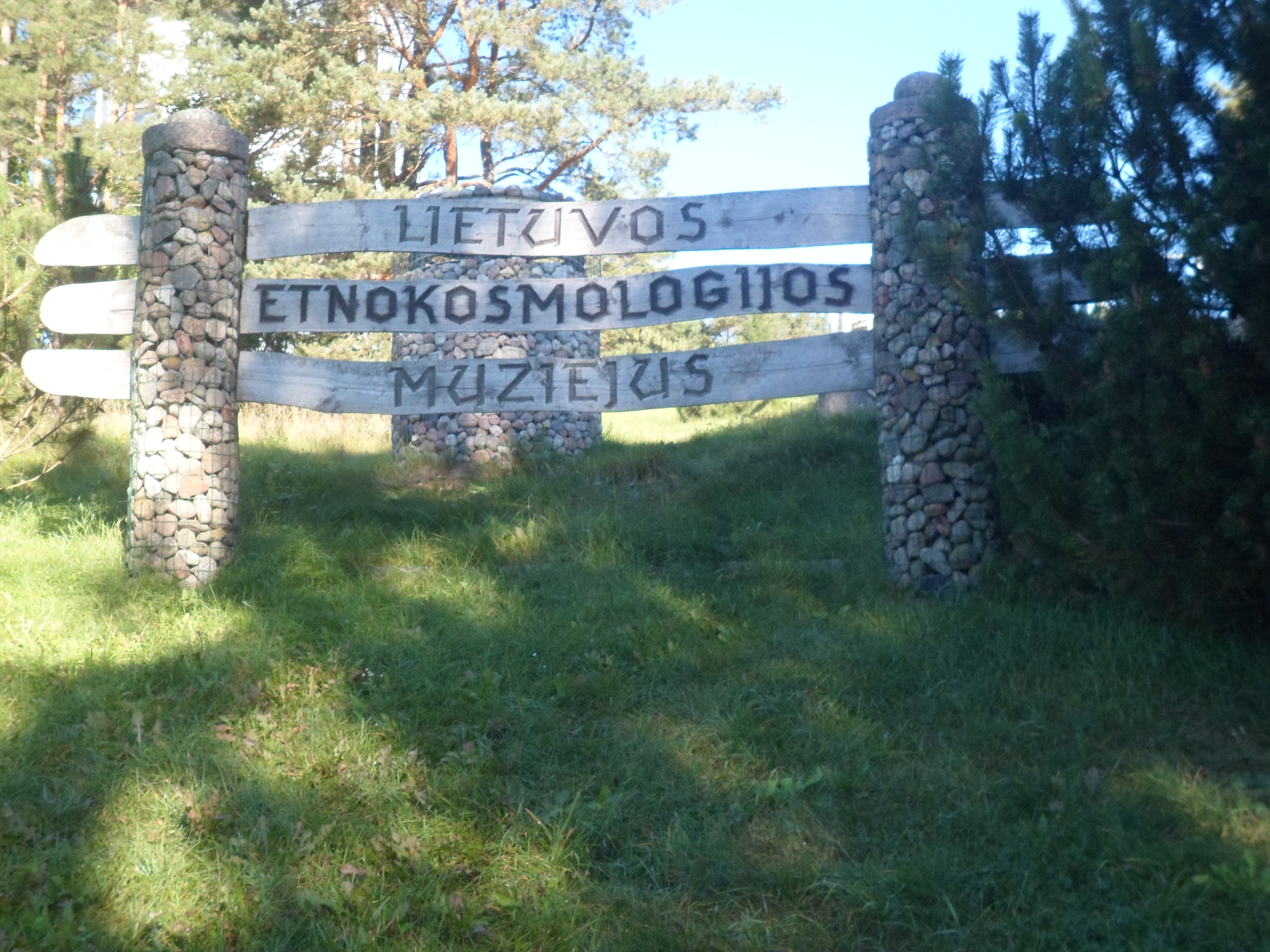
Литовский этнокосмологический музей
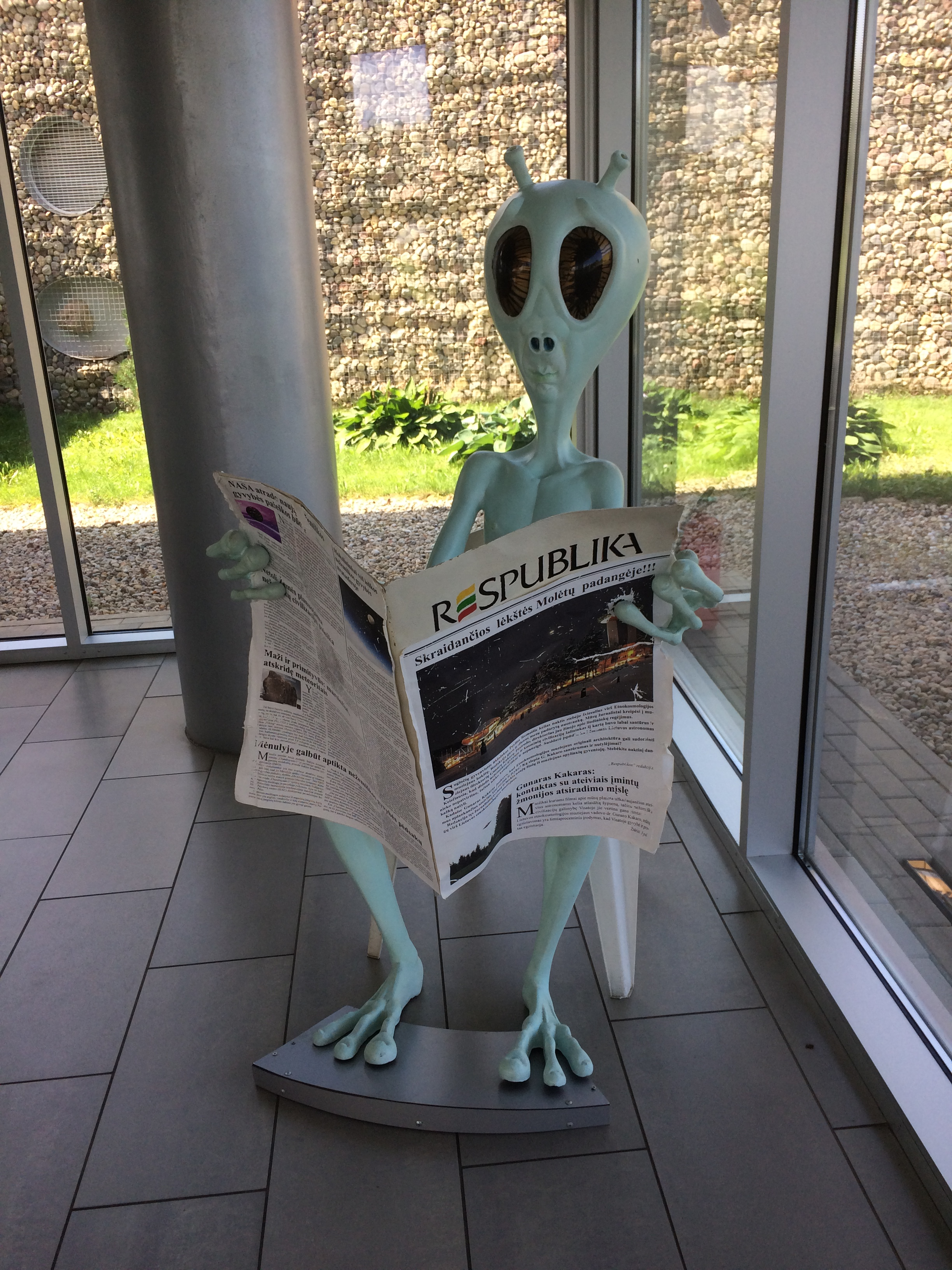
Инопланетянин в приёмной музея
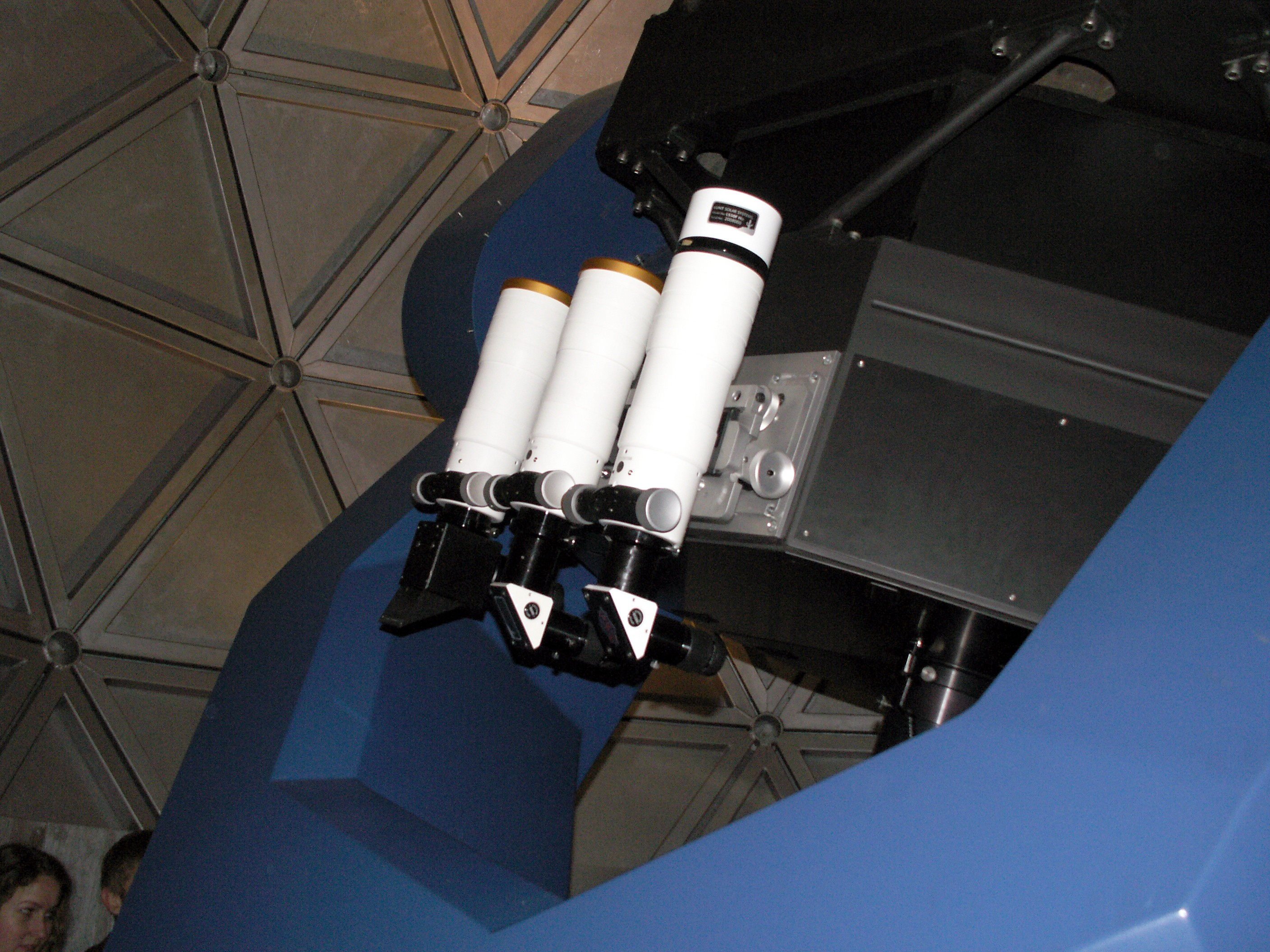
Макет солнечного космического телескопа
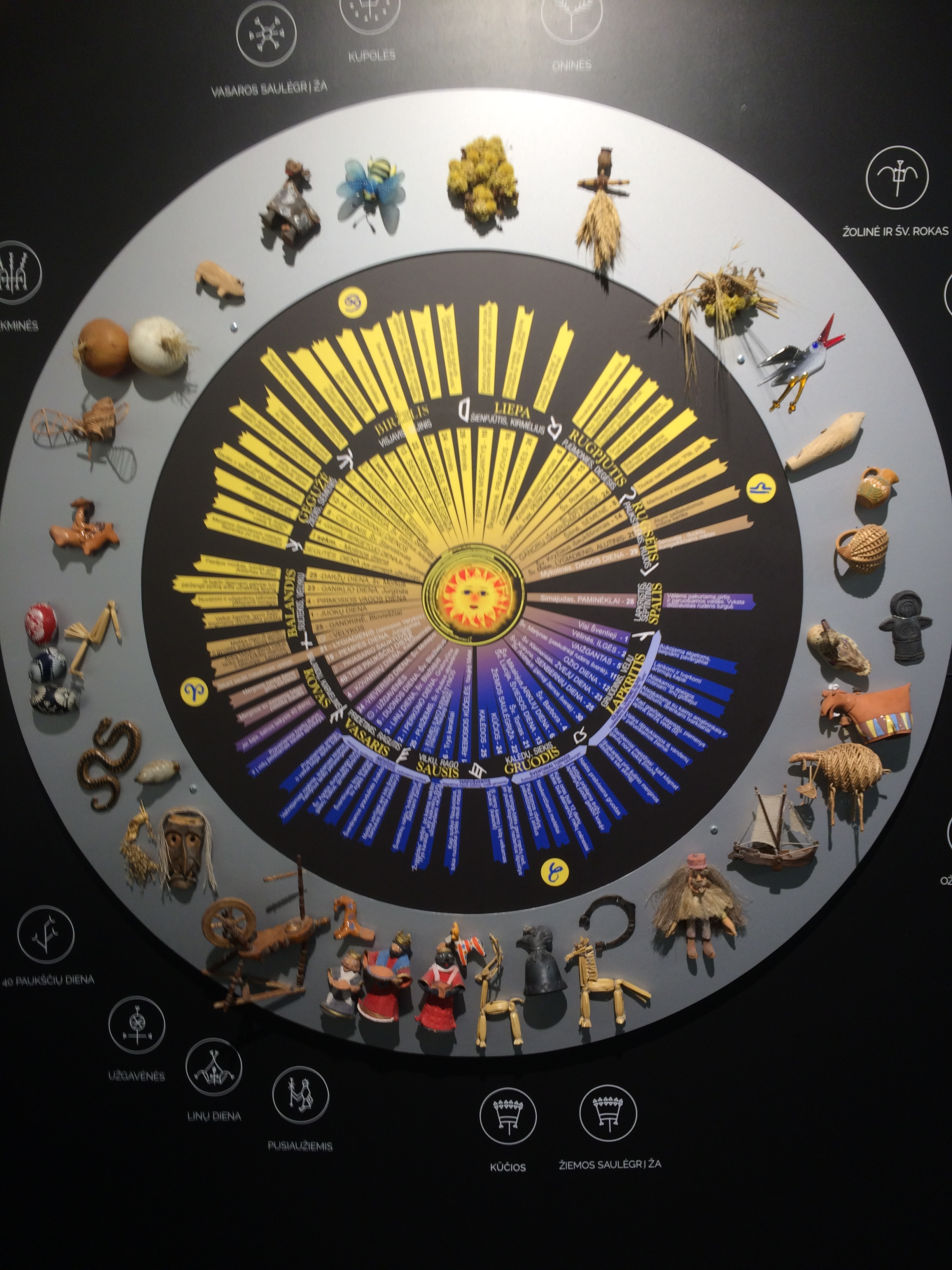
Литовский народный космологический календарь
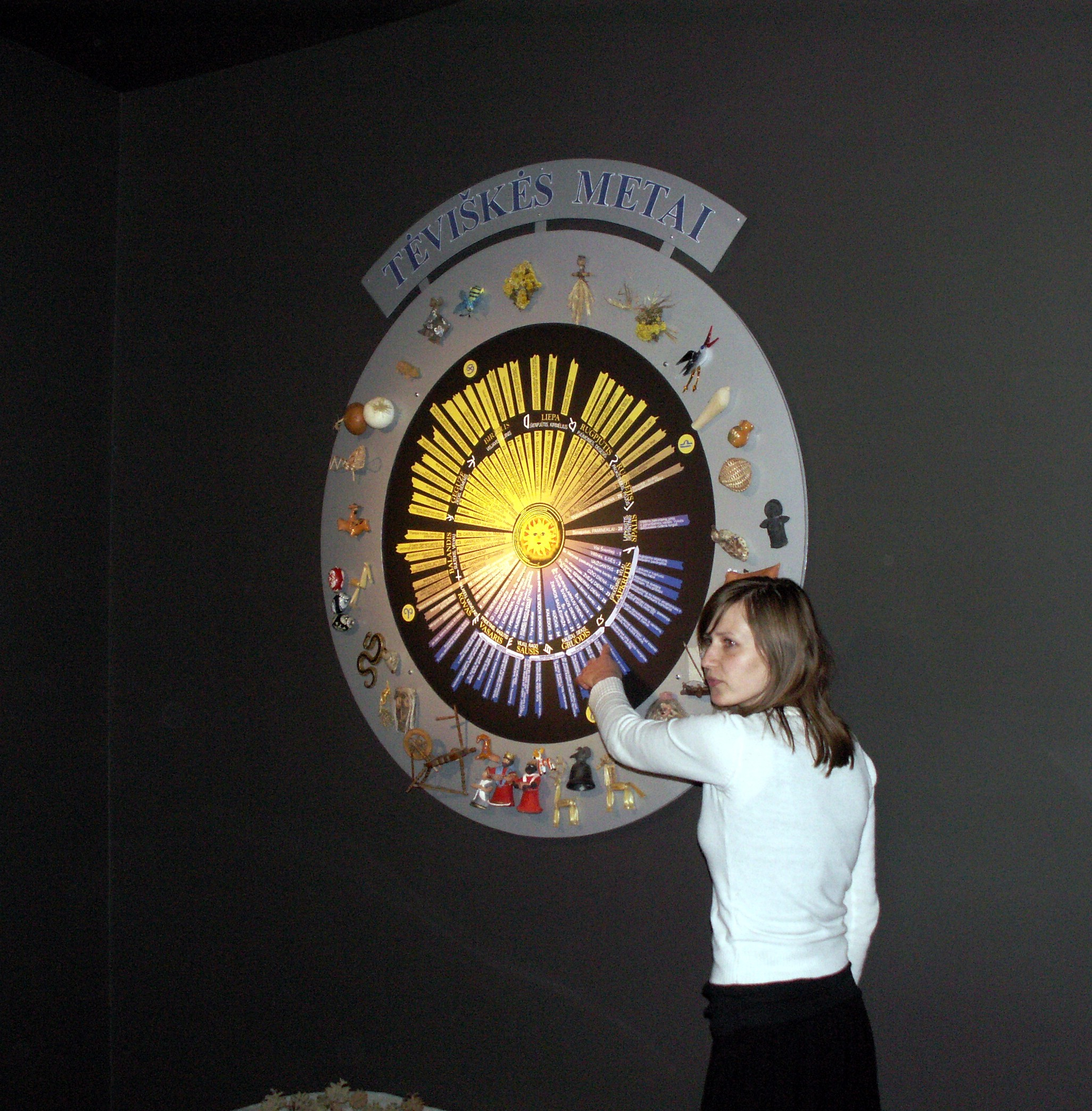
Литовский космологический календарь
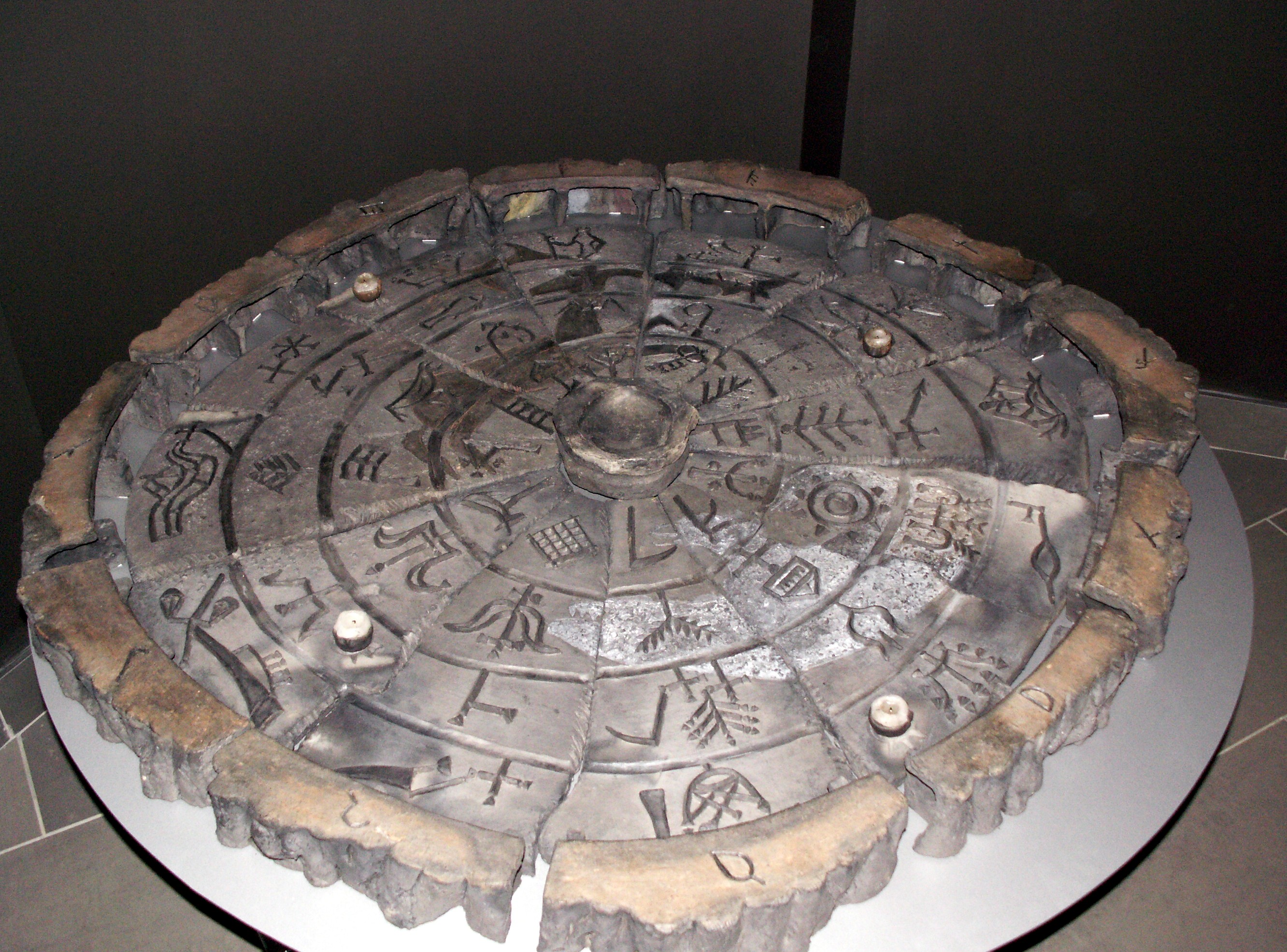
Рунический календарь
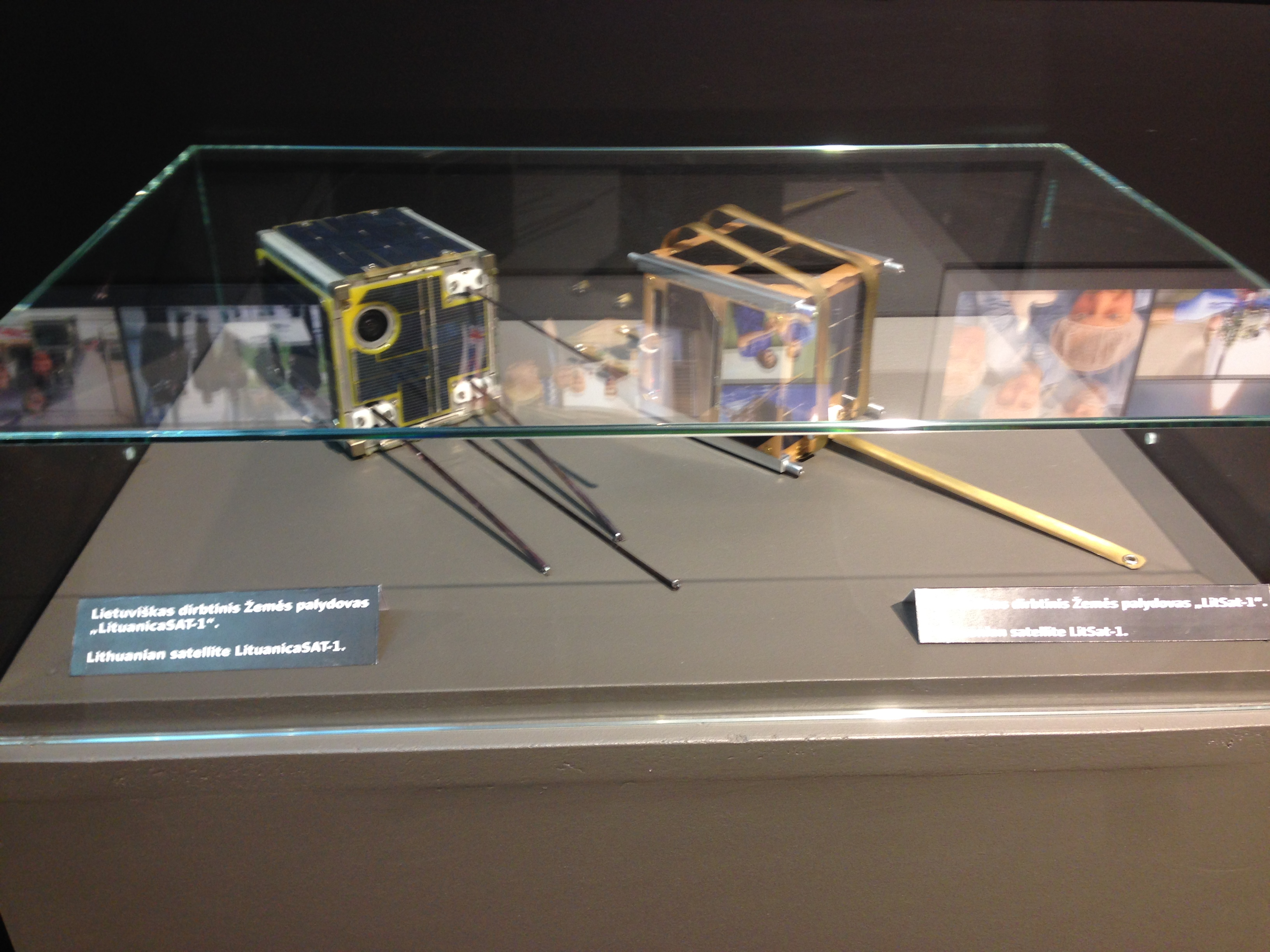
Модели литовских спутников
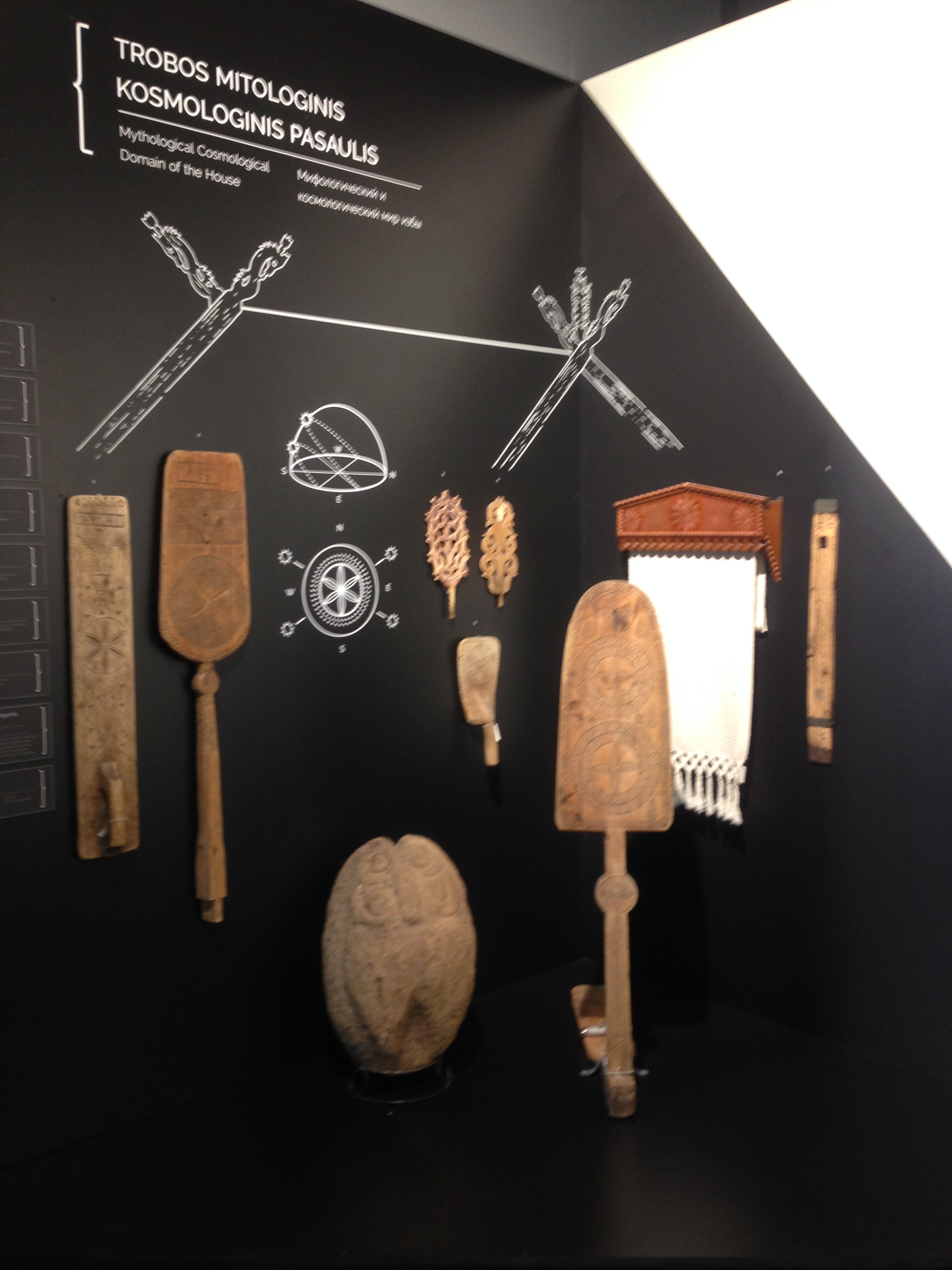
Мифологический и космологический мир избы
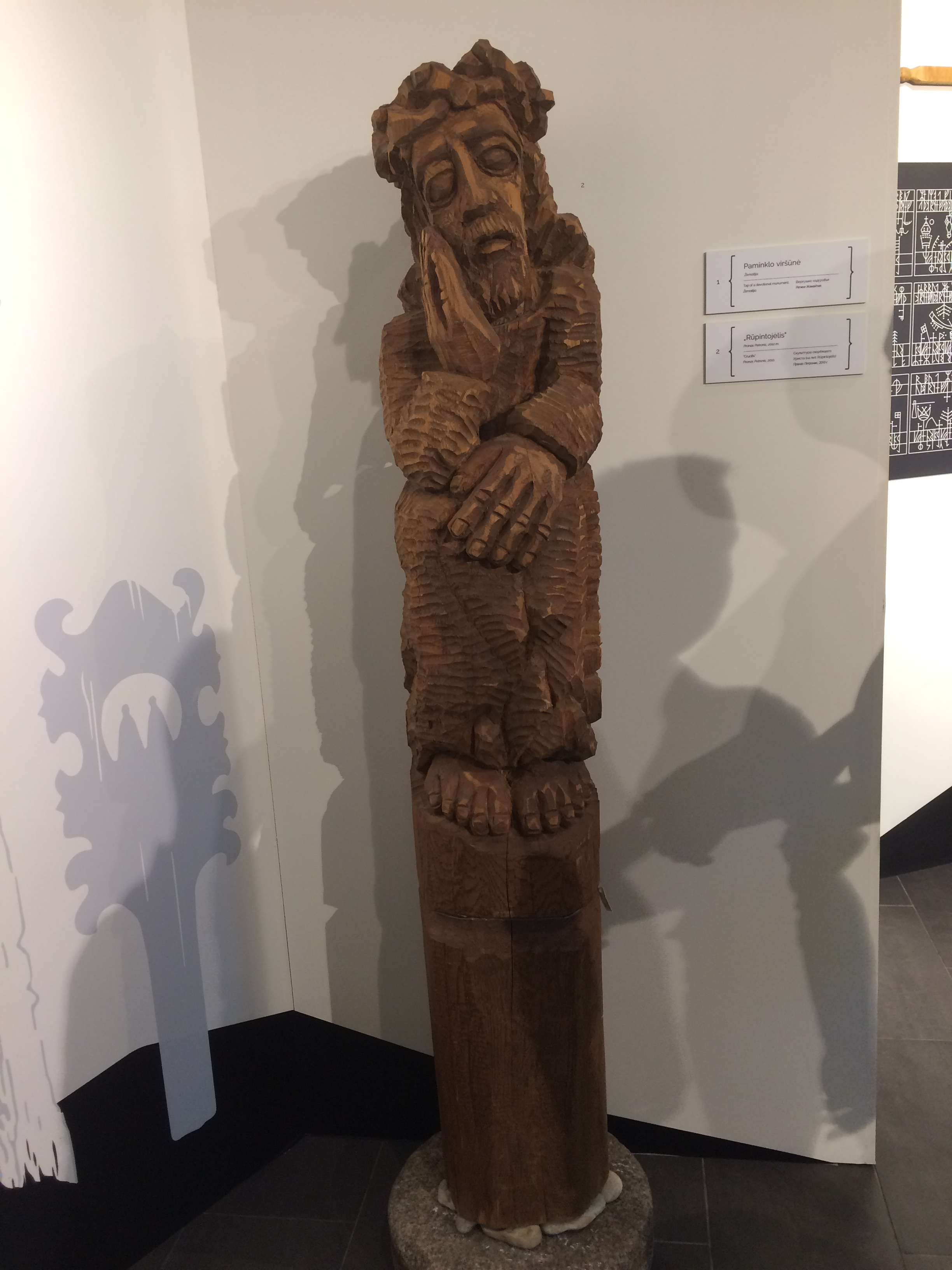
Деревянная скульптура Вайжгантаса - бога льна
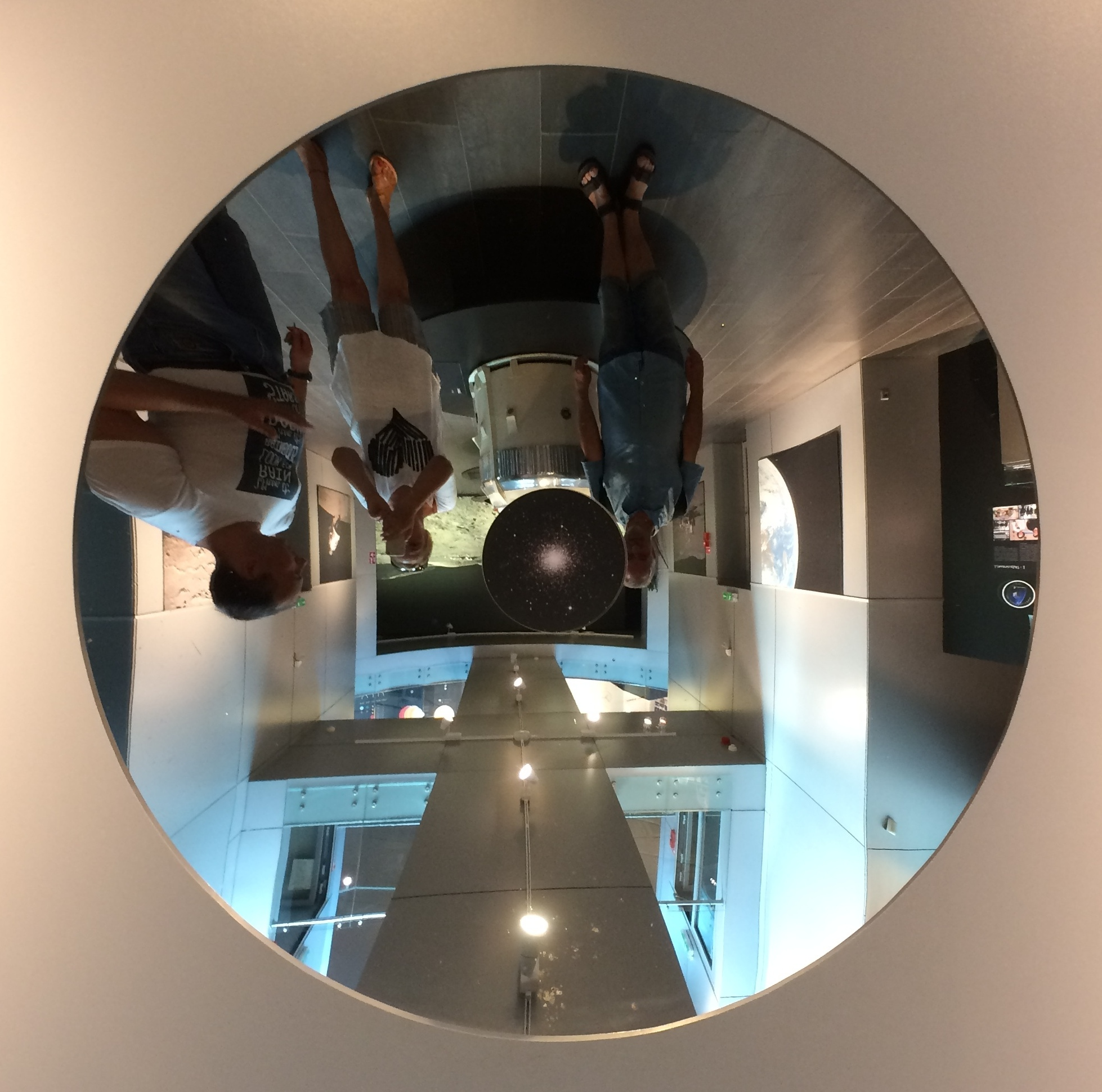
Космическое зеркало - весь мир вверх ногами
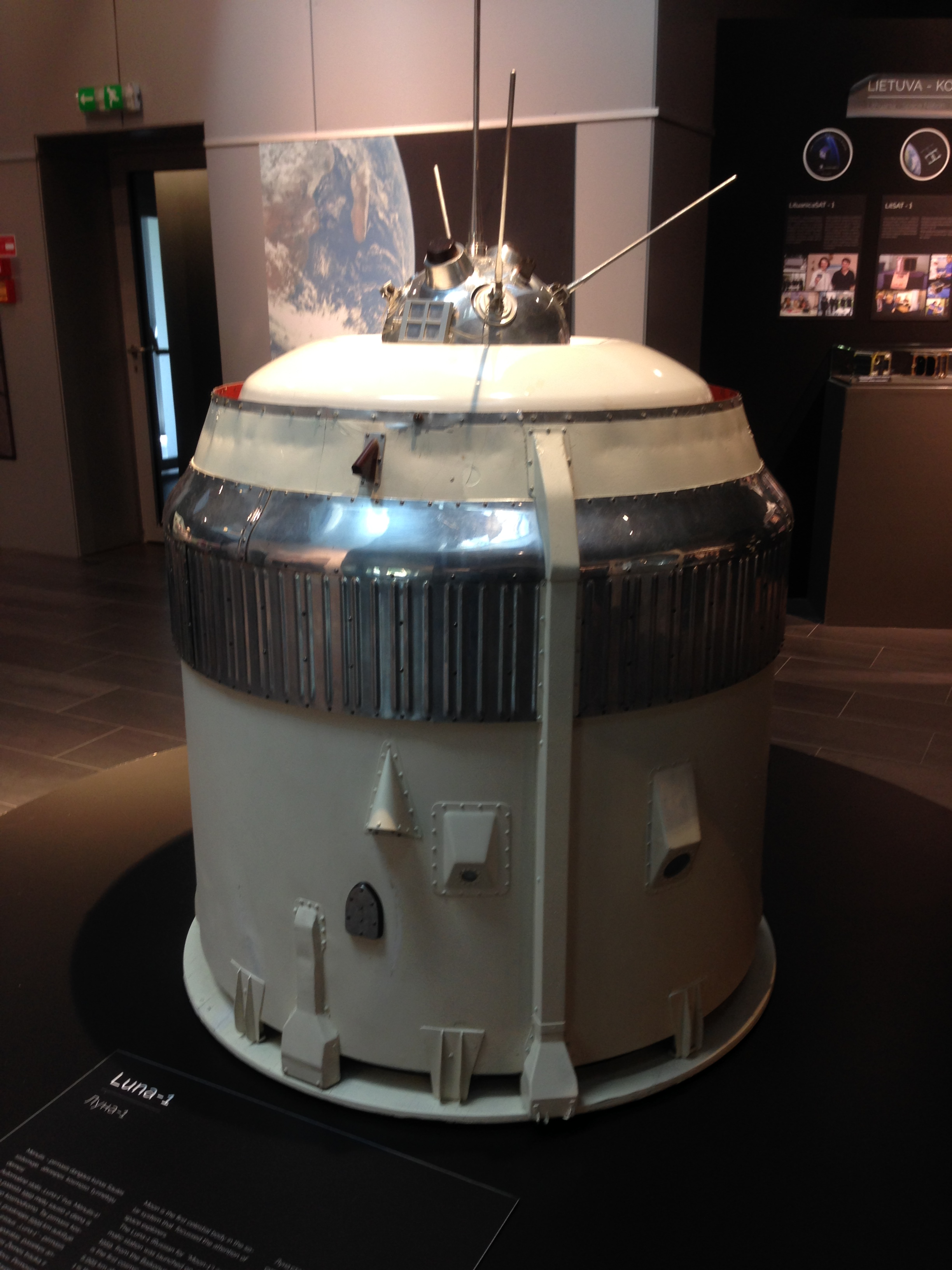
Макет АМС «Луна-1»
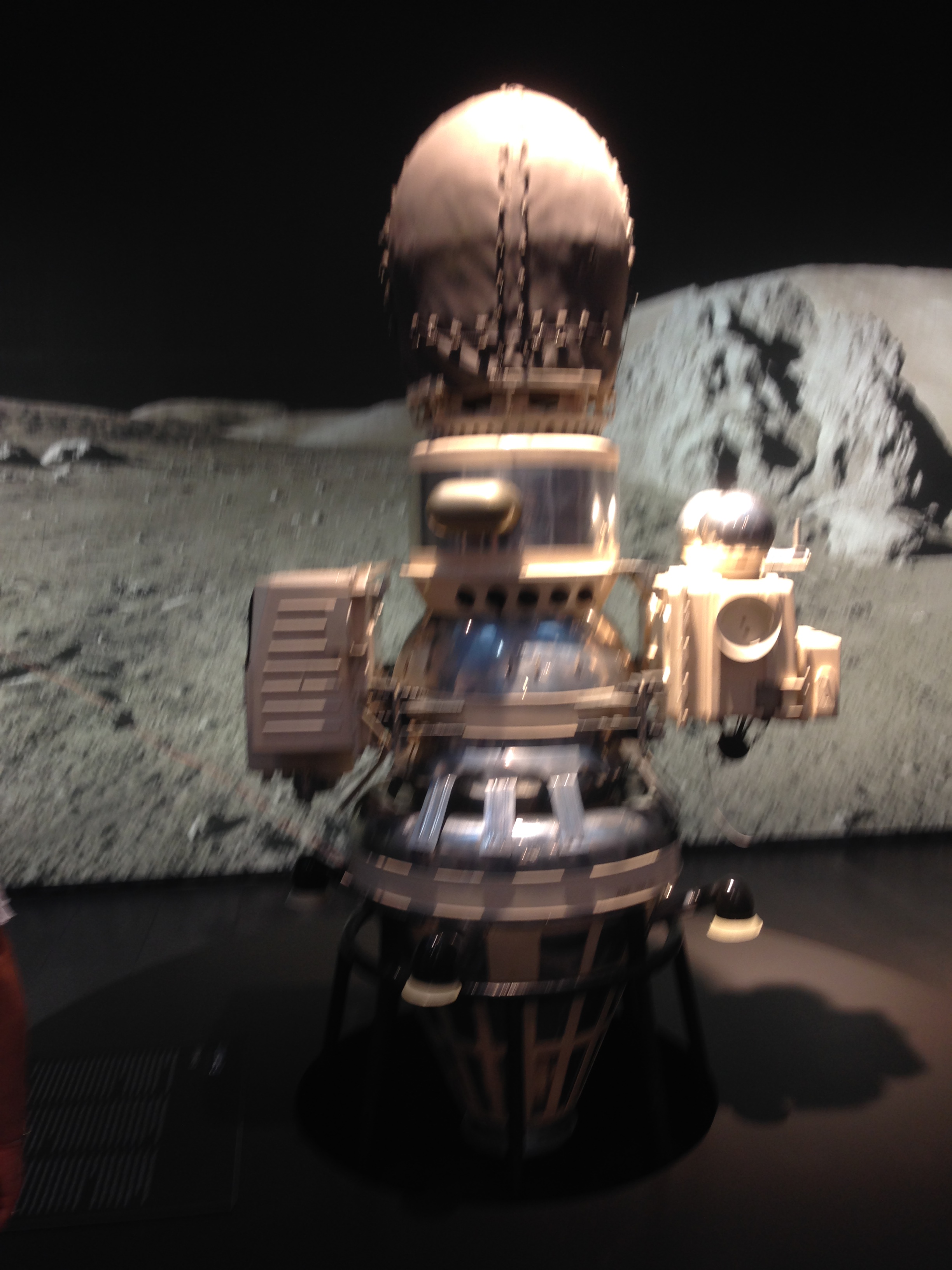
Макет АМС «Луна-9»
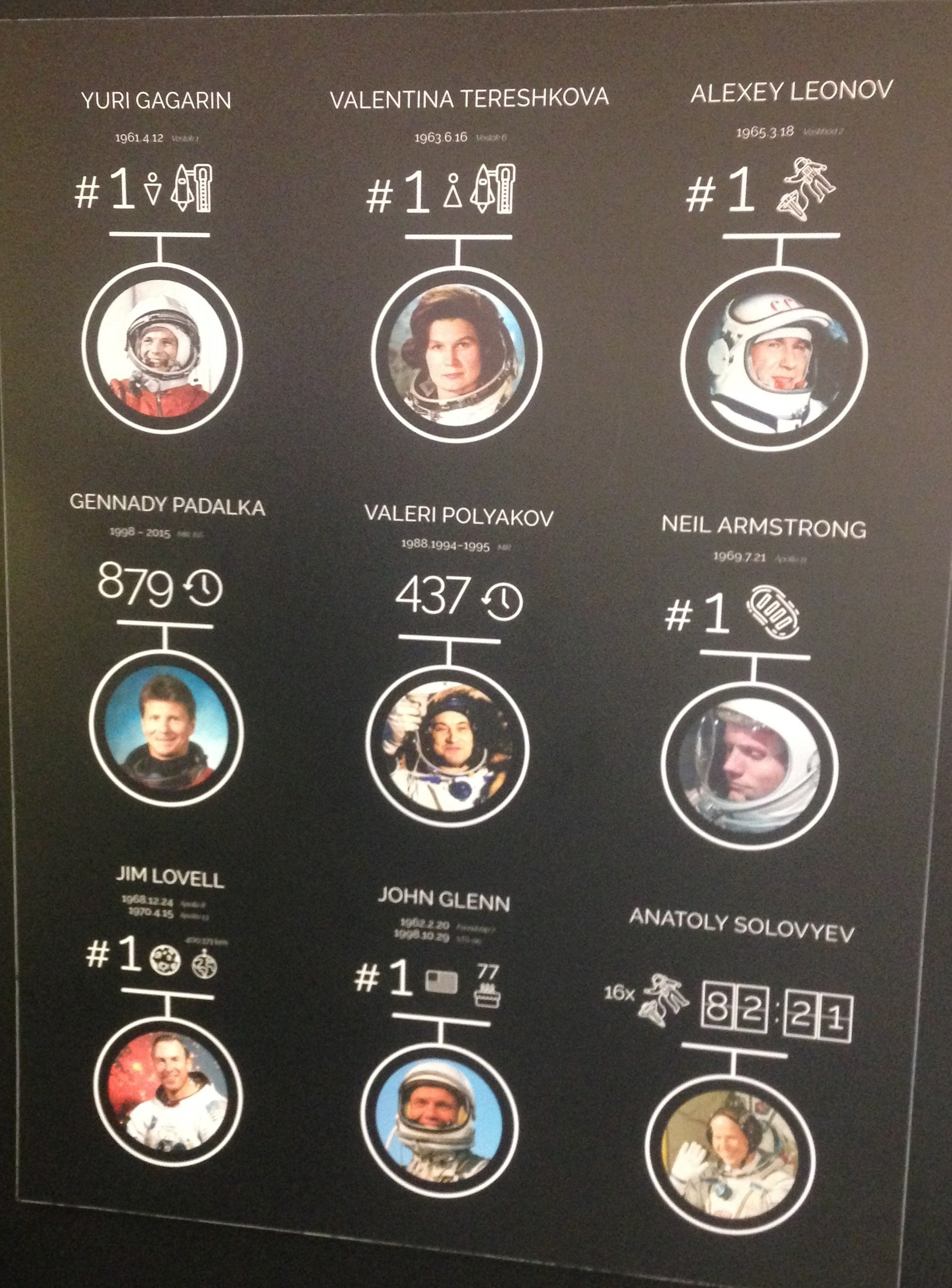
Стенд самых значительных достижений в истории космонавтики
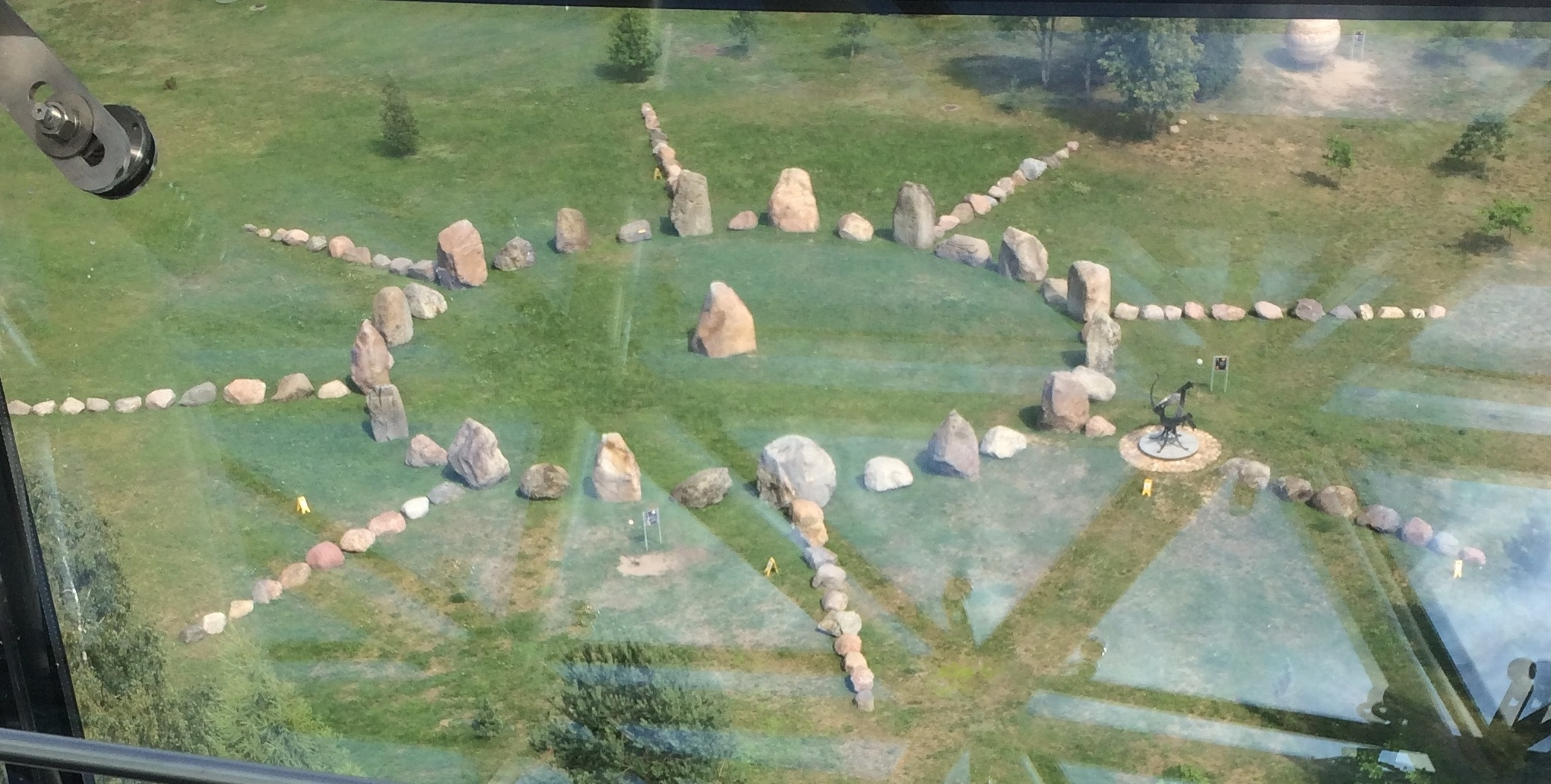
Каменная инсталляция модели Солнечной системы (вид с обзорной площадки)
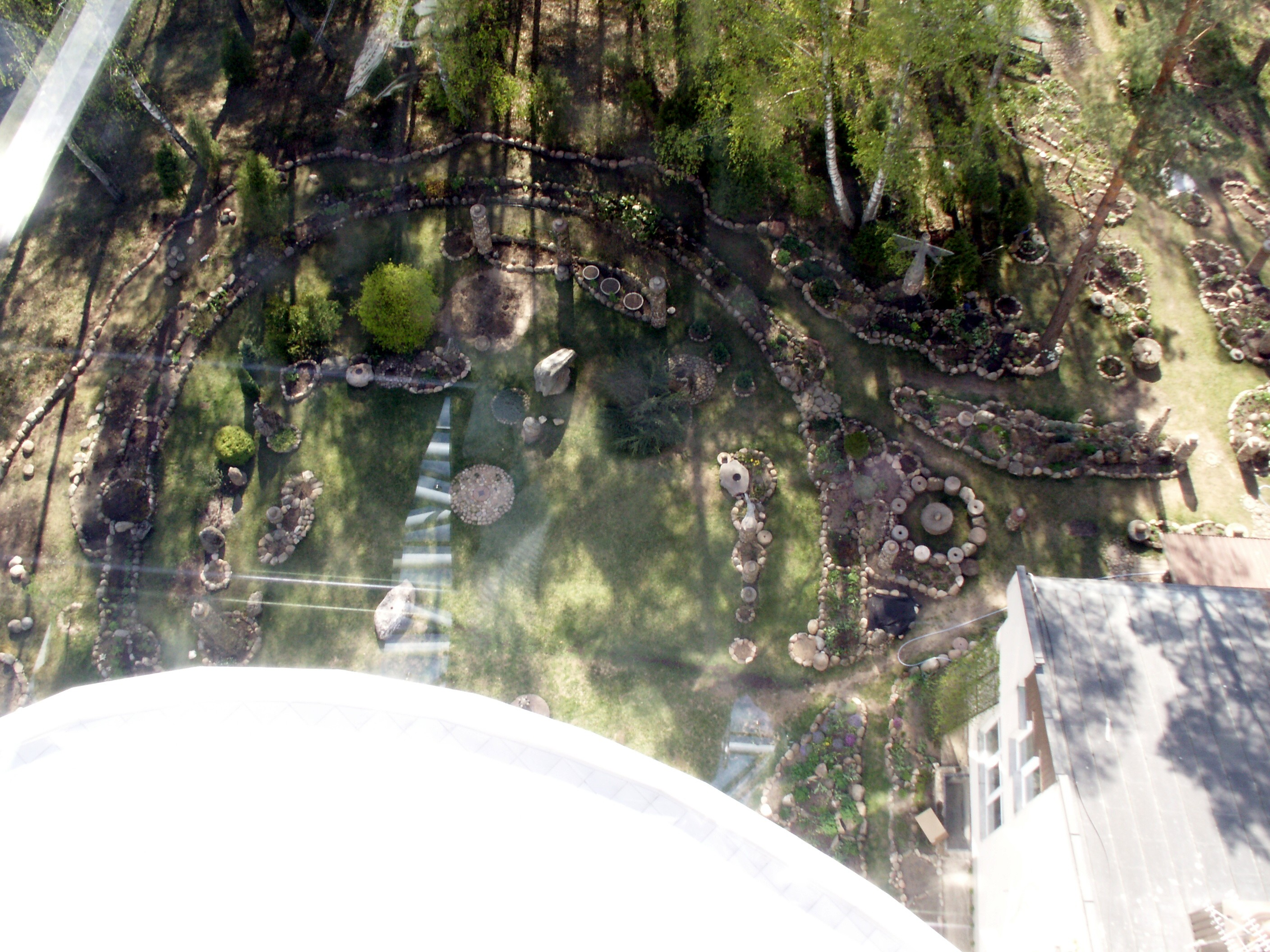
Литовський етнокосмологічний музей